# 콜레산타루차
콜레산타루차 (Colle Santa Lucia)는 이탈리아 베네토주의 벨루노도에 위치한 코무네 (지방자치단체)이다. 베네치아에서 북쪽 약 120 킬로미터 (75 mi), 벨루노에서 북쪽 약 40 킬로미터 (25 mi) 거리에 있다. 이곳 주민들은 라딘어의 많은 영향을 받은 '라딘 베네토어'라고 칭해지는 베네토어 방언을 구사한다.
알레게, 코르티나담페초, 리비날론고델콜디라나, 로카피에토레, 산비토디카도레, 셀바디카도레 등과 경계를 맞대고 있다.